# Kłus (jeździectwo)

Kłus wyciągnięty

Kłus – dwutaktowy chód konia (również osła, zebry i innych koniowatych). Podczas kłusa dwie przeciwległe kończyny – prawa przednia i lewa tylna (bądź odwrotnie) jednocześnie odbijają się od ziemi, a między nimi istnieje krótka faza unoszenia się (wszystkie cztery kopyta są w powietrzu).
Istnieją cztery rodzaje kłusa wykonywanego przez konia:
- kłus roboczy – naturalny chód konia, w którym koń porusza się rytmicznie i w równowadze, nie wkładając w to większego wysiłku;
- kłus pośredni – nieco szybszy od kłusa roboczego i wymagający od konia nieznacznego wydłużenia, stosowany jest najczęściej jako jeden z elementów ujeżdżania konia;
- kłus wyciągnięty – przy każdym kroku koń maksymalnie wyciąga kończyny, chód ten wykonuje się jedynie podczas pracy na ujeżdżalni;
- kłus zebrany – koń porusza się z podstawionym zadem, wykroki są mniej obszerne, lecz bardziej efektowne i sprężyste niż w kłusie pośrednim[2].

Wyróżnia się trzy rodzaje jazdy kłusem:
- kłus anglezowany, stosowany najczęściej – jeździec rytmicznie podnosi ciało z siodła co drugi takt, czyli w momencie, gdy para nóg („zewnętrzna”) przednia i („wewnętrzna”) tylna przesuwa się do przodu;
- kłus ćwiczebny (wysiadywany), stosowany, gdy chcemy zyskać większą kontrolę nad koniem i użyć precyzyjnych pomocy. W kłusie ćwiczebnym jeździec nie unosi się w siodle. Stosowany jest przede wszystkim przy wykonywaniu wolt, półwolt i innych ćwiczeń oraz przy zmianach chodu konia;
- kłus w półsiadzie, który polega na lekkim podniesieniu pośladków z siodła i pochyleniu tułowia, przy silniejszym (ale nie nadmiernym) oparciu w strzemionach – stosowany jest rzadziej, głównie jako ćwiczenie i w niektórych sytuacjach jazdy terenowej[2].

W jeździe w stylu western jeździ się przeważnie kłusem ćwiczebnym. Spowodowane jest to budową siodła, które w trakcie anglezowania lub robienia półsiadu nie zapewnia takiej stabilności jak siodło klasyczne, lecz powoduje, że wysiadywanie jest wygodne i przyjemne.

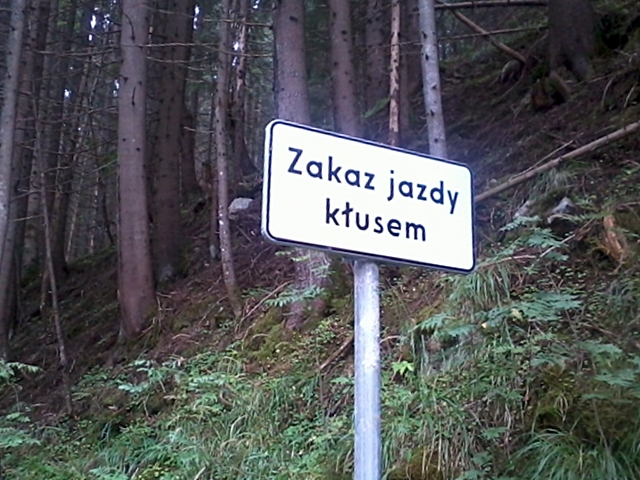
Zakaz jazdy kłusem na szlaku turystycznym do Morskiego Oka